# Aphanistes crepuscularis
Aphanistes crepuscularis là một loài tò vò trong họ Ichneumonidae.